# Pseudopsacothea albonotata
Pseudopsacothea albonotata là một loài bọ cánh cứng trong họ Cerambycidae.